# Eskorbuto
Eskorbuto är ett punkband från Baskien i Spanien, bildat 1980.

## Diskografi
- 1982 : Primeros ensayos
- 1983 : Jodiéndolo Todo
- 1984 : Que Corra La Sangre
- 1984 : Zona Especial Norte
- 1985 : Eskizofrenia
- 1986 : Anti todo
- 1986 : Ya no quedan más cojones, Eskorbuto a las elecciones
- 1986 : Impuesto revolucionario - (1986)
- 1987 : Los demenciales chicos acelerados
- 1988 : Las más macabras de las vidas
- 1991 : Demasiados enemigos
- 1994 : Aki no keda ni Dios
- 1996 : Kalaña
- 1998 : Dekadencia